# Еготизм
Еготи́зм (від англ. egotism — самозакоханість; і від грец. Εγώ — я) — термін гештальтпсихології, який означає перебільшену думку про себе, перебільшене почуття значення своєї особистості.

## Характеристика
Еготизм є одним із способів підтримки і поліпшення сприятливого образу себе, і як правило, включає завищену думку про свої особистісні особливості і власну значущість. Еготизм часто включає завищене уявлення про свої інтелектуальні, фізичні і соціальні здібності.
Людина зазвичай має непереборне почуття значущості «Я». Еготизм означає тенденцію людини розміщувати себе в центрі світу, не піклуючись про інших, в тому числі коханих або близьких, в будь-яких інших умовах, окрім тих, які встановлюються самою людиною.
Еготизм тісно пов'язаний із «самозакоханістю» або нарцисизмом. Еготисти мають сильну тенденцію говорити про себе в саморекламному стилі. Також вони можуть бути зарозумілими і хвалькуватими.
Еготистом можна назвати людину, яка діє так, щоб отримати значно більше, ніж те, що він або вона дає іншим. Еготизм реалізується за рахунок використання співчуття, ірраціональності або невігластва інших, а також використовуючи примус і / або шахрайство.
Еготизм відрізняється як від альтруїзму - безкорисливої дії в інтересах оточення, так і від егоїзму - дії виключно в особистих інтересах.

## Розвиток
В умовах розвитку можна виділити два шляхи - особистісний і культурний.
Що стосується розвитку особистості, в процесі дорослішання відбувається рух від егоцентризму до соціальності. Для немовлят нормально мати завищене- майже грандіозне - почуття егоїзму, переоцінка власного Его регулярно з'являється у формах дитячої любові - в значній мірі тому, що дитина має фантазію про власну всемогутність.
Оптимальний розвиток передбачає поступове примирення з більш реалістичним поглядом на власне місце у світі - знижується рівень еготизму і самозакоханості. Менш адекватна корекція може згодом призвести до так званого оборонного еготизму, що з'являється з метою гіперкомпенсації вразливості, яка лежить в основі концепції власної особистості. Робін Скіннер однак вважає, що в цілому дорослішання призводить до стану, коли «Ваше Его все ще існує, але воно зайняло своє належне обмежене місце серед всіх інших Его».
Однак поряд з такою позитивною траєкторією зниження індивідуального еготизму в культурному плані можна відзначити різні дуги розвитку. Тимчасом як у дев'ятнадцятому столітті еготизм широко розглядався як традиційний порок - для Натаніеля Готорна еготизм був своєрідним хворим самоспогляданням - романтизм уже дав поштовх компенсуючому потоку, який Річард Елдрідж описав як своєрідний «культурний еготизм, який замінює індивідуальну уяву для зникнення соціальних традицій». Романтична ідея про індивідуум, який створює себе сам, сам все вирішує, про художній еготизм опісля широко охопила громадськість в наступному столітті. Кітс все ще може атакувати Вордсворта за регресивний характер його відступу в егоїстичну гордість; але до кінця XX століття еготизм був натуралізований куди більш широко Я-поколінням в культурі Нарцисизму.
У XXI столітті романтичний еготизм розглядається як подання в техно-капіталізм двома взаємопов'язаними шляхами: з одного боку, через егоцентричного споживача, сконцентрованого на уособлення моди в особі себе, а з іншого - через однаково еготичні заклики автентичних протестів, які скаженіють проти машин, створених тільки для виробництва нової товарної форми, що служать для паливної системи для подальшого споживання.

## Сексуальна сторона
Залишається невирішеним питання про взаємовідносини сексу і еготизму. У підсумку дійшли твердження, що кохання може змінити еготиста, давши йому або їй нове почуття смирення щодо інших.
Але в той же час не можна заперечувати можливості того, що еготизм може легко виявити себе в сексуальних відносинах, і дійсно, мабуть, вся сексуальність може функціонувати з метою еготистичних потреб.

## Еготизм в гештальт-терапії
В гештальт-терапії під еготизмом розуміється особлива форма ретрофлексії. При еготизмі суб'єкт підтримує занадто непроникну межу з навколишнім середовищем. Еготизм проявляється через гальмування, через утримання себе в момент, коли необхідно зворотне (наприклад, щоб досягти фінального контакту). При еготизмі неможливо досягти спонтанності, оскільки не може бути відкинутий осмислений, розмірений, «педантичний» характер роботи з орієнтації і маніпуляції.
Всі ці модальності можуть бути як «здоровими», так і «хворими» модальностями контакту в залежності від того, чи сприяють вони контакту з навколишнім середовищем чи ні, гнучкі чи ні, є вони усвідомленими чи ні, ригідні вони чи ні, але головним чином , чи дозволяють вони здійснюватися функції «Его» або, навпаки, вони з'являються, щоб замістити функцію «Его». Якщо відбувається втрата функції «Его», то на її місці з'являється один з цих феноменів межі, щоб «зайняти місце»: одночасно щоб позначити цю втрату функції «Его» і також, щоб її створити або підтримати. Якщо «місце зайнято», тоді функція «Его» в процесі даного досвіду майже не може повноцінно здійснюватися.
Завдяки сукупності вищезазначених понять можна набагато чіткіше уявити цілі психотерапії. Гештальт-терапія дає можливість людині відновити свою здатність встановлювати контакт і здійснювати творче пристосування. Це передбачає, що вона буде в змозі забезпечити ідентифікацію та відчуження, необхідні в її контакті з навколишнім середовищем. Це означає, що функція «Его» повинна бути здоровою, відновленою, очищеною в якійсь мірі від того, що їй заважає діяти (тобто: від проєкції, ретрофлексії, інтроекції, злиття і т.д.), і гармонійно пов'язаною з іншими функціями в єдиному «self», що дозволяє людині бути спонтанною і залученою в ситуацію.